# Geranium
Geranium (L., 1753) è un genere di piante appartenente alla famiglia delle Geraniaceae, dalla distribuzione cosmopolita.
Il nome Geranium deriva dal greco γερανός ("geranós", gru), a causa della forma del frutto.

## Descrizione

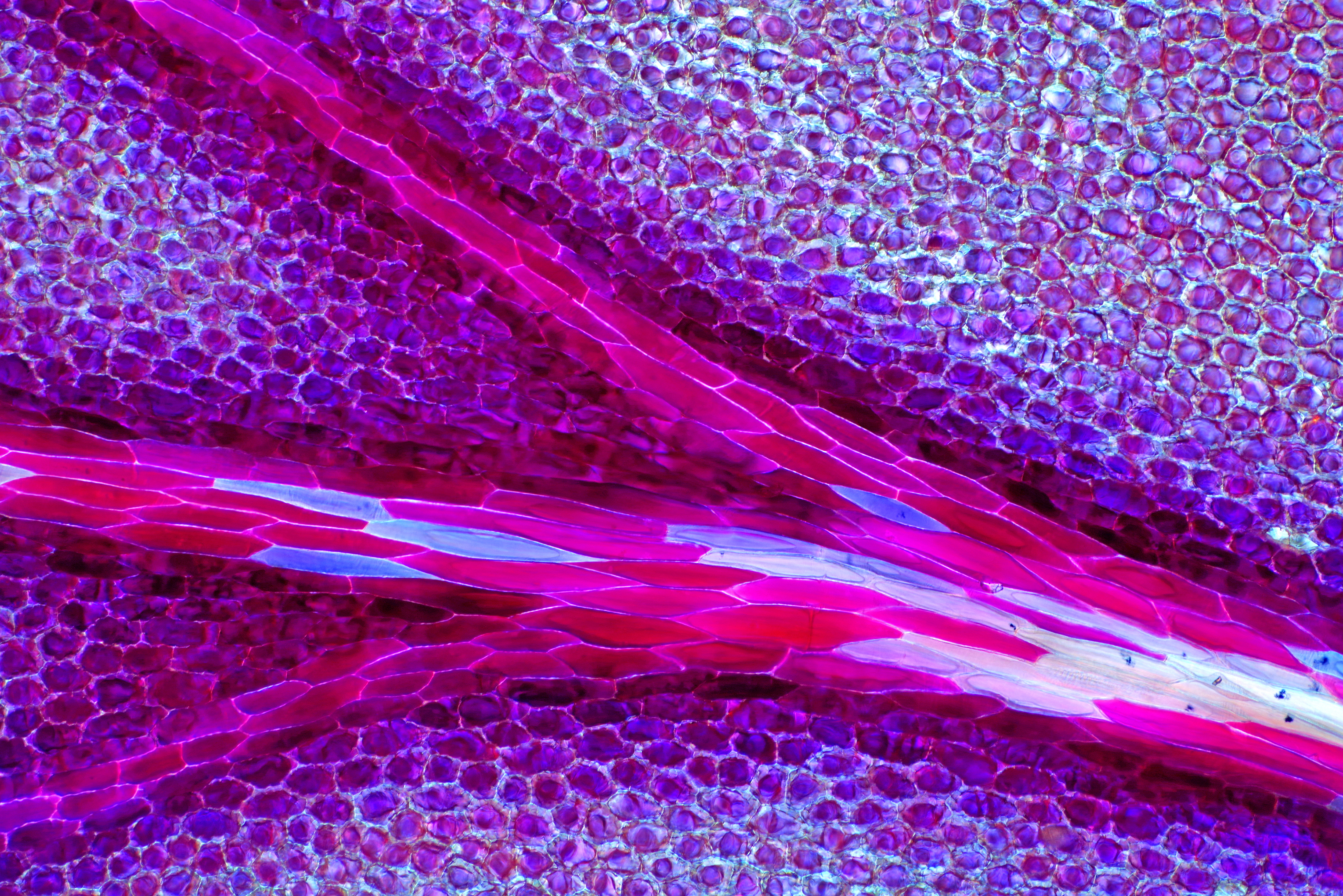
Petalo di geranio al microscopio.

A questo genere appartengono piante erbacee, annuali o perenni, con fusti nodosi e foglie di forma variabile, tra le quali alcune specie spontanee italiane. Il fiore ha cinque petali tutti uguali, a differenza del genere Pelargonium, in cui i petali sono invece irregolari (i due petali superiori hanno forma, colore o dimensioni diverse dagli altri tre inferiori). Il frutto allungato (uno schizocarpo con cinque singoli loculi, detti pericarpi, contenenti ognuno un seme) ricorda la testa di un uccello ed è una caratteristica della famiglia Geraniaceae.

## Tassonomia
Il genere Geranium, che è stato descritto per la prima volta nel 1753 da Linneo nel suo Species Plantarum come composto da 39 specie, è arrivato a comprenderne al suo interno 354.